# Fraudesignaleringsvoorziening
De Fraudesignaleringsvoorziening of Fraude Signalering Voorziening (FSV) was een antifraudesysteem van de Nederlandse Belastingdienst in gebruik tussen 4 november 2013 en 27 februari 2020. Het fungeerde als een zwarte lijst waar signalen en vermoedens van fraude werden geregistreerd. Het systeem was strijdig met de privacy-wetgeving en bij het opstellen er van was sprake van institutioneel racisme. Ondanks dat het in de meest gevallen om onbewezen vermoedens ging, waren deze signalen regelmatig reden om personen op de lijst strenger te behandelen. Duizenden mensen kwamen daardoor in financiële onzekerheid.

## Werking en omvang
Met de FSV kon de Belastingdienst registreren dat een belastingaangifte mogelijk niet klopte. Zo een registratie werd een risicosignaal genoemd. In het systeem werden ook signalen opgenomen vanuit andere (semi)overheden en tips van burgers en bedrijven.
Het bestand bevatte een half miljoen fraudesignalen van in ieder geval 244.273 personen. Hieronder zaten ruim 2.000 minderjarigen en twee buitenlandse ambassadeurs. Deze signalen waren ook van voor 2013, toen deze in andere applicaties stonden.
Door deze lijst liepen circa 8000 mensen schuldhulpverlening mis.

## Onthullingen
In februari 2020 stelden Trouw en RTL Nieuws vragen over het systeem, in hun onderzoek naar de toeslagenaffaire. Na deze vragen besloot de Belastingdienst het systeem uit de lucht te halen. Op verzoek van de Tweede Kamer werden alle personen op de lijst daarvan op de hoogte gebracht. De Belastingdienst liet vervolgens extern onderzoek doen en ook de Autoriteit Persoonsgegevens onderzocht het systeem. De Autoriteit Persoonsgegevens bevestigde dat het systeem strijdig was met de Algemene verordening gegevensbescherming en diens voorloper Wet bescherming persoonsgegevens. Ook de belastingdienst zelf constateerde dat de FSV strijdig was met de AVG. Zo hadden te veel medewerkers toegang tot de FSV en werden de gegevens te lang bewaard en niet aangepast als uit onderzoek bleek dat de signalering niet juist was.
In 2022 werd na onderzoek door PricewaterhouseCoopers de conclusie getrokken door het Nederlands kabinet dat er bij de FSV sprake was geweest van institutioneel racisme.
Het kabinet heeft aangekondigd dat elfduizend aangiften beoordeeld worden op of zij slachtoffer zijn geweest van onderscheid op basis van afkomst of geloofsovertuiging. Als dat het geval is, wordt de schade kwijtgescholden.